# われ一粒の麦なれど
『われ一粒の麦なれど』（われひとつぶのむぎなれど）は、1964年8月18日に公開されたドラマ映画、東京映画製作、白黒、東宝スコープ、監督松山善三、主演は小林桂樹。1964年度、第38回キネマ旬報ベスト・テン第10位入り作品。また主演の小林はこの作品での演技で、第15回ブルーリボン賞主演男優賞を受賞した。
農政省で働くある男が、ある日受けた間違い電話がきっかけで、小児麻痺撲滅を目指してに奮闘する様子を描いた作品である。

## スタッフなど
- 製作：佐藤一郎、椎野英之
- 監督：松山善三
- 脚本： 松山善三
- 撮影：村井博
- 美術：狩野博
- 編集 : 広瀬千鶴
- 音楽：佐藤勝

## 配役
- 小林桂樹 : 坂田昌義
- 高峰秀子 : 根本倫子
- 水谷良重 : 由美
- 大村崑 : 熊谷覚
- 大辻伺郎 : 根本二郎
- 木村功 : 平岡教授
- 菅井きん : 坂田節子
- 岡村文子 : 母のぶ
- 田崎潤 : 田神部長
- 長谷川哲夫 : 阿部
- 中原成男 : 半井
- 名古屋章 : 厚生省課員西
- 田中志幸 : 桑原博士
- 大邦一公 : 仁科博士
- 東京ぼん太 : 鈴木
- 千草恵子 : 幸子
- 山田巳之助 : 萩原調査部長
- 守田比呂也 : 飛松
- 下元勉 : 根本彦太郎
- 毛利菊枝 : 彦太郎の母
- 小笠原章二郎 : 熊本弁の男
- 市原悦子 : ある母
- 田中春男 : 立花
- 浜村純 :村松
- 森繁久彌 : 乳児院院長
- 中村仲十郎
- 天本英世
- 木元章介 : 黒川
- 中里賢二郎
- 歌川千恵
- 大川恵美子
- 藤原真美
- 藤原道代